# Adrian Horn
Adrian Horn (* 7. Oktober 1983 in Hamburg) ist ein ehemaliger deutscher Fußball-Torwart.

## Werdegang
Horn stammt aus der Jugend des Hamburger Stadtteilvereins Niendorfer TSV, von dort wechselte er 2001 in die Herrenmannschaft des SC Victoria Hamburg in die Hamburgliga. Im September 2002 trainierte er probehalber beim Zweitligisten FC St. Pauli mit. Mit Vicky schaffte Horn 2003 den Aufstieg in die Oberliga Hamburg/Schleswig-Holstein. Im selben Jahr bestritt er ein Probetraining beim damaligen Bundesligisten TSV 1860 München.
2004 wechselte Horn zu den Amateuren vom Hamburger SV in die Regionalliga Nord.
Zur Saison 2005/06 ging Horn zum Ligakonkurrenten Holstein Kiel, wurde dort jedoch hauptsächlich in der zweiten Mannschaft eingesetzt.
Im Juni 2008 verlängerte Adrian Horn seinen Zweijahresvertrag bis 2010 beim Drittligisten Eintracht Braunschweig, wo er in der Saison 2007/08 27 Spiele in der Regionalliga bestritt.
Nachdem Braunschweig in der Saison 2009/10 die Torhüter Marjan Petković und Daniel Davari verpflichtete, spielte Horn in der Kaderplanung keine Rolle mehr. Am 12. Februar 2010 wurde bekannt, dass der Vertrag mit sofortiger Wirkung aufgelöst wurde.